# Online Film Critics Society Awards/Bestes Schauspielensemble
Der OFCSA wurde für die Beste Leistung eines Darstellerensembles von 1998 bis 2002 jedes Jahr verliehen. 

## Gewinner und Nominierte
Alle Nominierten eines Jahres sind angeführt, das Sieger-Ensemble steht jeweils zuoberst.
1998
Der Soldat James Ryan (Saving Private Ryan)
Happiness
Männer, Frauen und die Wahrheit über Sex (Your Friends & Neighbors)
1999
American Beauty
Being John Malkovich
Das schwankende Schiff (Cradle Will Rock)
The Green Mile
Magnolia
2000
Almost Famous – Fast berühmt (Almost Famous) und State and Main
Requiem for a Dream
Traffic – Macht des Kartells (Traffic)
Die WonderBoys (Wonder Boys)
2001
Gosford Park
Ghost World
Der Herr der Ringe: Die Gefährten (The Lord of the Rings: The Fellowship of the Ring)
Ocean’s Eleven
The Royal Tenenbaums
2002
Der Herr der Ringe: Die zwei Türme (The Lord of the Rings: The Two Towers)
8 Frauen (8 Women)
Adaption – Der Orchideen-Dieb (Adaptation.)
Chicago
Gangs of New York
2017
Three Billboards Outside Ebbing, Missouri
Get Out
Lady Bird
Mudbound
Shape of Water – Das Flüstern des Wassers
Die Verlegerin (The Post)
2019
Knives Out – Mord ist Familiensache